# Louis Ier d'Orléans
 (juillet 2015).
Pour les articles homonymes, voir Louis d'Orléans.
Louis Ier d'Orléans, né le 13 mars 1372 à Paris et mort assassiné le 23 novembre 1407 dans la même ville, fils du roi Charles V (1338–1380) et frère cadet de Charles VI (1368–1422), est un prince de la maison capétienne de Valois, duc d'Orléans de 1392 à 1407.
Fondateur de la deuxième maison d'Orléans, Louis d'Orléans est le père du duc et poète Charles d'Orléans, le grand-père de Louis XII et l'arrière-grand-père de François Ier.
Membre du conseil de régence institué en 1392 pour suppléer son frère atteint de démence, Louis se trouve en conflit avec les ducs de Bourgogne Philippe II de Bourgogne (1342–1404), puis Jean sans Peur (1371–1419), ses oncle et cousin. Il est assassiné en 1407 sur l'ordre de ce dernier, ce qui provoque la guerre civile entre Armagnacs et Bourguignons, qui interfère avec la reprise de la guerre franco-anglaise dans les années 1410.
Des rumeurs lancées par le parti anglo-bourguignon affirment alors que Louis d'Orléans est le père biologique du dauphin Charles (1403-1461), justifiant ainsi son éviction de la succession par le traité de Troyes en 1420 et l'avènement de Henri VI d'Angleterre à la mort de Charles VI.

## Biographie

### Famille
Second fils survivant du roi de France Charles V et de Jeanne de Bourbon, il est le frère cadet unique de Charles VI.
Il épouse en 1389 Valentine Visconti (1368-1408), fille de Jean-Galéas Visconti, seigneur de Milan, et d'Isabelle de France. La procuration de Charles VI pour la négociation de ce mariage date du 20 septembre 1386. Ce mariage sera à l'origine des prétentions des rois de France Louis XII et François Ier sur le duché de Milan.

### Prince royal
Comte de Beaumont et duc de Valois, puis duc de Touraine (1386), comte de Château-Thierry, de Vertus, de Luxembourg, de Porcien, de Courtenay, d'Angoulême, du Périgord, de Blois, de Dunois, de Soissons, et de Dreux, baron de Coucy et de Châtillon-sur-Marne, seigneur de Luzarches, de Sablé de Grandelin, de Châlons-en-Champagne, de Châteaudun, de Sedenne, de Crécy, d'Épernay, de Montargis, de Fère-en-Tardenois et d'Oisy, il reçoit en 1392  le duché d'Orléans en apanage.
Il montre son goût pour la fête et les plaisirs en faisant édifier à Paris de coûteux hôtels. C'est un séducteur dont les ennemis diront qu'il « hennissait comme un étalon après presque toutes les belles femmes ».
Très proche de son frère durant la brève période de gouvernement personnel de Charles VI et de la politique des marmousets (1388–1392), il devient le rival des ducs de Bourgogne, Philippe le Hardi (mort en 1404) puis Jean sans Peur.
La devise du duc d'Orléans, « Je l'ennuie » qui, dans le langage du temps, signifiait : « Je porte le défi » accompagnait les bâtons noueux, son emblème.
Il est soutenu par la reine Isabeau de Bavière tandis que la folie du roi se confirme.

### Le conflit avec Philippe le Hardi

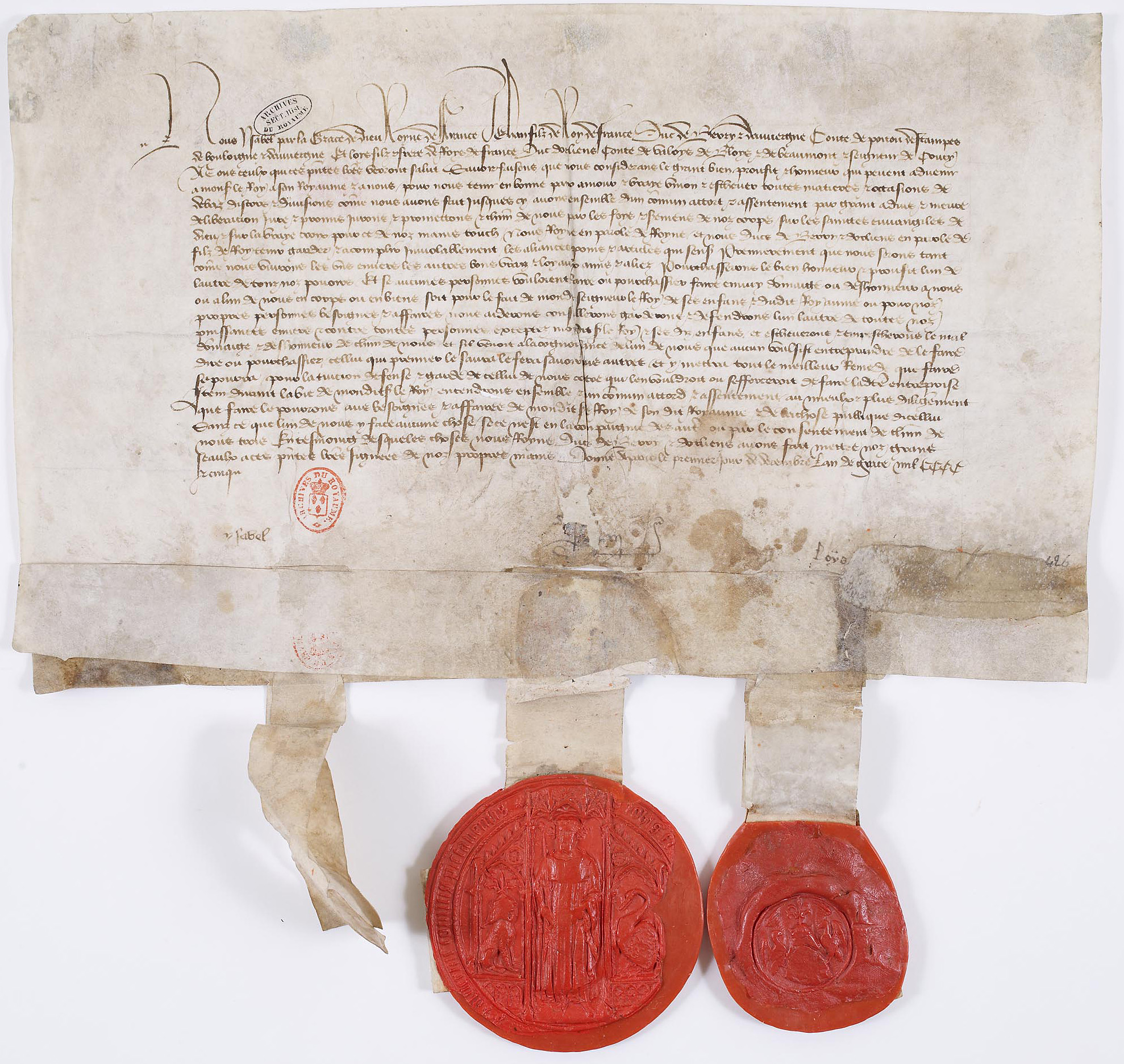
Traité d'alliance entre la reine Isabeau de Bavière, le duc Jean Ier de Berry et le duc Louis Ier d’Orléans, Paris, 1 décembre 1405. Archives nationales AE/II/426.

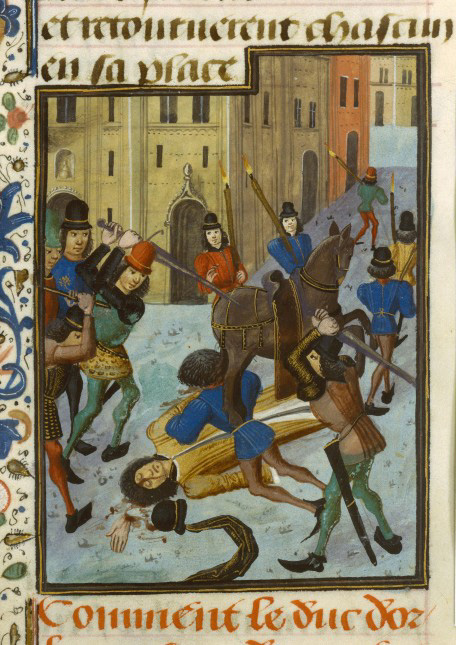
Assassinat du duc Louis d'Orléans. Enluminure du Maître de la Chronique d'Angleterre, vers 1470 ?–1480 ?, Paris, BnF, département des Manuscrits.

En 1392, le roi sombre dans une folie intermittente. Pendant ses crises, la reine Isabeau est chargée de la régence, conseillée par les grands du royaume, parmi lesquels Philippe le Hardi, duc de Bourgogne et oncle du roi, dont il a été régent pendant sa minorité (1380–1388) a le plus d'influence. La reine qui est piètre politique s'appuie sur Philippe à qui elle doit son mariage royal. Louis d’Orléans cherchant à reprendre de l'influence au sein du conseil, apparaît comme le seul véritable rival du duc de Bourgogne.
En 1402, il acquiert le duché de Luxembourg en gagère, afin d'empêcher Philippe le Hardi de réaliser une continuité territoriale entre ses possessions de Bourgogne (duché et comté de Bourgogne) et celles des Pays-Bas (comté de Flandre et comté d'Artois). Le duché de Luxembourg devient une possession bourguignonne seulement sous le règne de Philippe le Bon (1419–1467).
La même année 1402, à la mort du connétable Louis de Sancerre, il fait partie de ses exécuteurs testamentaires, au nombre de vingt-deux.

### Le conflit avec Jean sans Peur
À la mort de Philippe le Hardi, en 1404, Louis d'Orléans voudrait profiter de l'inexpérience de Jean sans Peur pour accroître son influence.
Par sa prodigalité, il suscite une impopularité croissante[réf. nécessaire], exploitée par Jean sans Peur. Il est accusé d'avoir voulu séduire ou, pis, violer la duchesse de Bourgogne. Il semble vouloir faire rompre la trêve franco-anglaise, allant jusqu'à provoquer Henri IV de Lancastre en duel, ce que Jean sans Peur ne peut admettre, car les manufacturiers flamands dépendaient totalement des importations de laine d'outre-Manche et auraient été ruinés par un embargo.[pas clair]
Louis d'Orléans parvient cependant à conforter sa position en faisant évincer les partisans du duc de Bourgogne du conseil du roi : grâce au soutien de la reine, l'ordonnance du 28 avril 1407 fait passer le nombre de Bourguignons de vingt-six à deux.

### L'assassinat

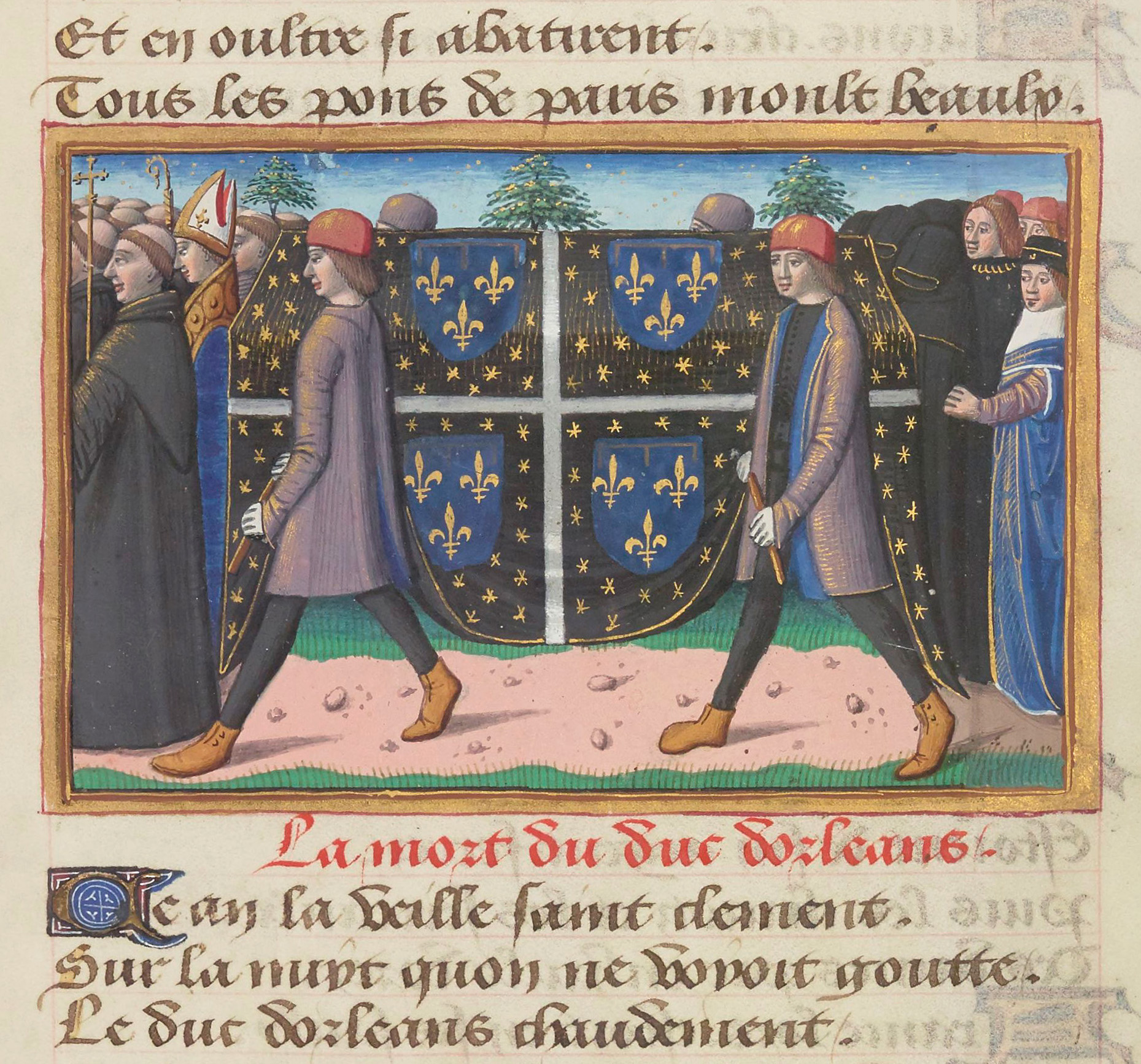
Les funérailles de Louis d'Orléans (miniature extraite des Vigiles du roi Charles VII de Martial d'Auvergne, fin du XVe siècle, Paris, BnF, département des Manuscrits).

Voyant le pouvoir lui échapper, le duc de Bourgogne réagit de façon violente.
Le 23 novembre 1407, un groupe d'hommes de mains sous la conduite de Raoul d'Anquetonville, s'embusque dans une hôtellerie et assassine Louis d'Orléans en chemin vers l'hôtel Saint-Pol, où il a été appelé pour un faux motif par le valet du roi Thomas de Courteheuse, alors que Louis venait de rendre visite à la reine Isabeau de Bavière dans l'hôtel Barbette. Sa dépouille est déposée, avant les funérailles, dans l'église Notre-Dame-des-Blancs-Manteaux.
Ce meurtre provoque la guerre civile entre Armagnacs et Bourguignons. Jean sans Peur est discrédité par cet acte et les Orléans sont soutenus par les ducs de Berry, de Bretagne et de Bourbon qui forment le parti dit des Armagnacs (la ligue de Gien), du nom du comte d'Armagnac Bernard VII d'Armagnac, beau-père de Charles d'Orléans.

## Les possessions de Louis d'Orléans
Il a reçu en apanage à sa naissance le duché de Touraine ainsi que le comté de Valois, mais il n'a pu en avoir la jouissance qu'après la mort de la duchesse douairière. Avec son mariage avec Valentine Visconti, fille du duc de Milan, il reçoit le comté d'Asti.
À vingt ans, en 1392, il devient duc d'Orléans et de Valois ainsi que comte de Beaumont. En 1394, il devient comte d'Angoulême et, en 1395, il acquiert le vidamé de Châlons pour 1 900 livres. En 1400, il entre en possession de la baronnie de Coucy, du comté de Portien, du comté du Périgord, en 1401, du comté de Dreux, en 1402, du comté de Chiny et du duché de Luxembourg, du comté de Vertus. Son domaine s'agrandit dans la même période d'un grand nombre de châtellenies, comme Brie-Comte-Robert, Château-Thierry, Luzarches, Fère-en-Tardenois, Pinon, Provins…
Louis d'Orléans est à l'origine de la construction de deux châteaux prestigieux, celui de Pierrefonds et celui de la Ferté-Milon, dont seule la façade de l'entrée a été terminée.

## Descendance

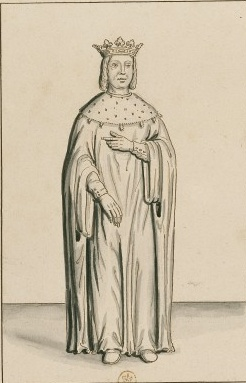
Louis de France, duc d'Orléans, d'après son gisant des Célestins de Paris, dessin de Louis Boudan, XVIIe siècle, Paris, BnF, département des estampes et de la photographie, fonds François Roger de Gaignières, 11.

Louis et Valentine Visconti eurent pour enfants :
- Charles, duc d'Orléans
- Philippe[6], comte de Vertus, sans postérité légitime ;
- Jean, comte d'Angoulême
- Marguerite[6], comtesse de Vertus, qui épousera Richard de Bretagne. Ce sont les grands-parents d'Anne de Bretagne.

Louis eut également avec Mariette d'Enghien :
- Jean d'Orléans, comte de Dunois dit « le Bâtard d'Orléans » puis appelé « Dunois ».

Conçue au XIXe siècle, une thèse sans fondement historique prétend que le 12e enfant d'Isabeau de Bavière serait illégitime et qu'il s'agirait en fait de Jeanne d'Arc, fille d'Isabeau de Bavière et de Louis Ier, duc d'Orléans. Cette thèse a été régulièrement démentie par tous les historiens spécialistes de Jeanne d'Arc depuis deux siècles.

### Bibliographie

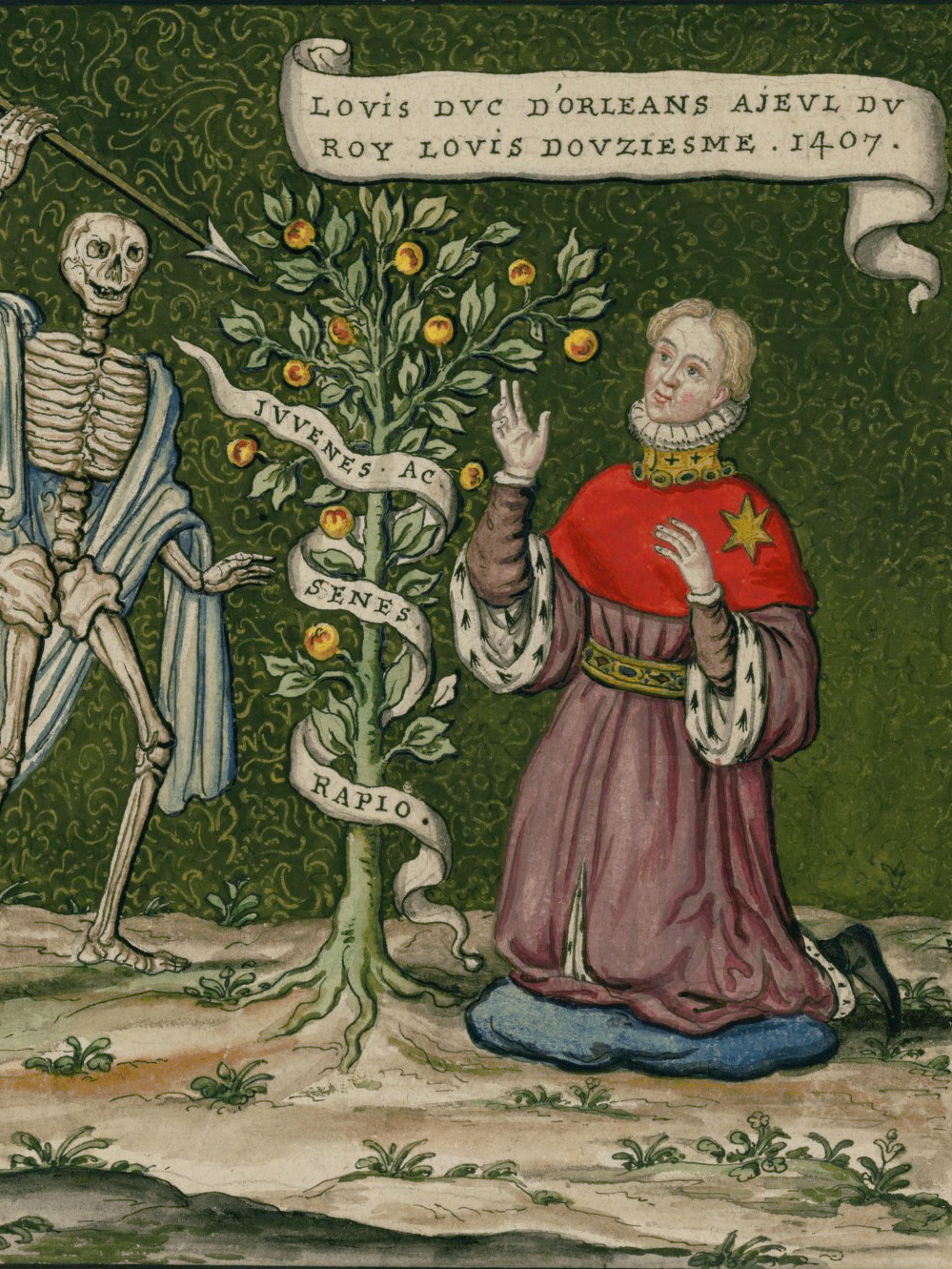
La Mort menaçant Louis d'Orléans à genoux, d'après une fresque disparue de la chapelle des Célestins à Paris, Paris, BnF, département des estampes, fonds François Roger de Gaignières, planche 58, XVIe siècle.

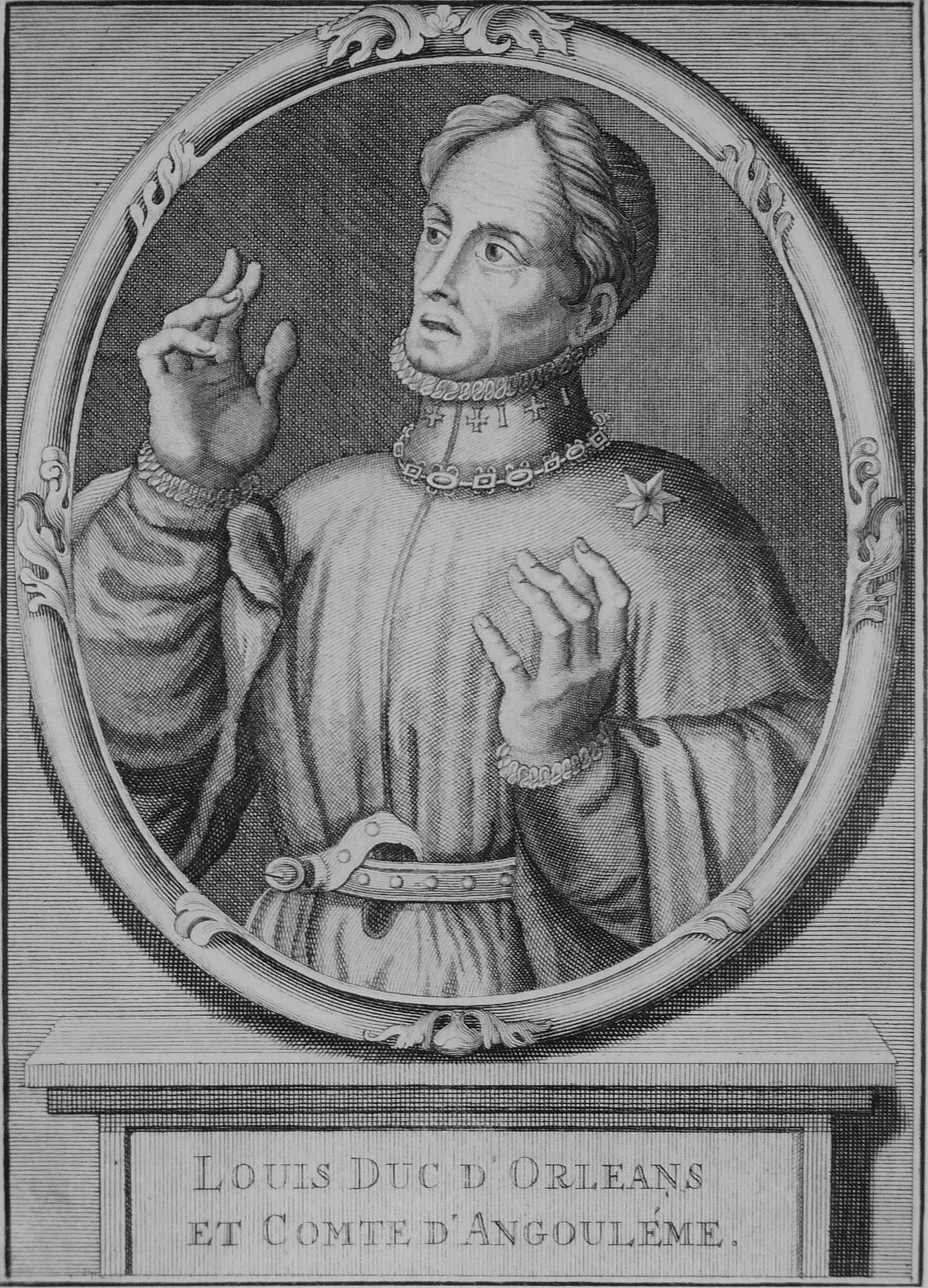
Louis d'Orléans,
gravure du XIXe siècle.